# Wigandia caracasana
Espèce
Classification APG II (2003)
Wigandia caracasana est une espèce de la zone néotropicale. C'est aussi une plante ornementale.